# Бекбердинов, Бакыт Рыспекович
Бакыт Рыспекович Бекбердинов (15 января 1974) — киргизский футболист. Мастер спорта Кыргызстана (1995).

## Биография
Воспитанник фрунзенского футбола. На взрослом уровне дебютировал в первом сезоне независимого чемпионата Кыргызстана в клубе «СКА-Достук» (Сокулук), провёл в команде два года и в 1992 году стал обладателем серебряных медалей. Затем перешёл в клуб «Кант-Ойл», с которым дважды (1994, 1995) завоевал чемпионский титул.
Во второй половине 1990-х годов выступал за середняков высшей лиги — «КВТ-Динамо» (Кара-Балта), «Дордой» (Нарын). В 1999 и 2000 годах дважды стал обладателем бронзовых наград в составе бишкекского «Полёта», затем вернулся в «Дордой», с которым также два раза завоевал бронзу (2001, 2002). В конце профессиональной карьеры играл за «СКА ПВО»/«СКА-Шоро», с которым дважды стал серебряным призёром чемпионата (2003, 2004).
Принимает участие в соревнованиях ветеранов. В 2013 году, выступая за «Абдыш-Ату», был признан лучшим игроком ветеранского чемпионата Кыргызстана. Имеет тренерскую лицензию «С».